# Interlands Moldavisch voetbalelftal 2010-2019
Deze pagina toont een gedetailleerd overzicht van de interlands die het Moldavisch voetbalelftal speelde in de periode 2010 – 2019.

## Interlands

### 2010
|                                                              |                        |       |            |                                                                                              |
| 3 maart Vriendschappelijk № 141 «onderlinge duels» 18:30 uur | Moldavië               | 1 – 0 | Kazachstan | Antalya Atatürkstadion, Antalya Toeschouwers: 500 Scheidsrechter: Vladislav Bezborodov (RUS) |
| 3 maart Vriendschappelijk № 141 «onderlinge duels» 18:30 uur | Alexandru Epureanu 65' |       |            | Antalya Atatürkstadion, Antalya Toeschouwers: 500 Scheidsrechter: Vladislav Bezborodov (RUS) |

|                                                             |                     |       |                    |                                                                                     |
| 26 mei Vriendschappelijk № 142 «onderlinge duels» 18:30 uur | Moldavië            | 1 – 1 | Azerbeidzjan       | Sportzentrum Aug, Seekirchen Toeschouwers: 200 Scheidsrechter: Harald Lechner (AUT) |
| 26 mei Vriendschappelijk № 142 «onderlinge duels» 18:30 uur | Andrei Cojocari 81' |       | 21' Elvin Mammadov | Sportzentrum Aug, Seekirchen Toeschouwers: 200 Scheidsrechter: Harald Lechner (AUT) |

|                                                             |                                      |       |                                                       |                                                                                      |
| 29 mei Vriendschappelijk № 143 «onderlinge duels» 17:00 uur | Moldavië                             | 2 – 3 | V.A.E.                                                | Sportzentrum Anif, Anif Toeschouwers: 200 Scheidsrechter: Robert Schörgenhofer (AUT) |
| 29 mei Vriendschappelijk № 143 «onderlinge duels» 17:00 uur | Igor Tigirlas 14' Simeon Bulgaru 80' |       | 26' Fares Juma 31' Mohamed Al Shehhi 89' Ahmed Khalil | Sportzentrum Anif, Anif Toeschouwers: 200 Scheidsrechter: Robert Schörgenhofer (AUT) |

|                                                                  |          |       |         |                                                                                      |
| 11 augustus Vriendschappelijk № 144 «onderlinge duels» 18:00 uur | Moldavië | 0 – 0 | Georgië | Stadionul Zimbru, Chisinau Toeschouwers: 5.000 Scheidsrechter: Viktor Sjvetsov (UKR) |
| 11 augustus Vriendschappelijk № 144 «onderlinge duels» 18:00 uur |          |       |         | Stadionul Zimbru, Chisinau Toeschouwers: 5.000 Scheidsrechter: Viktor Sjvetsov (UKR) |

|                                                                        |                                         |       |         |                                                                                    |
| 3 september EK-kwalificatie groep E № 145 «onderlinge duels» 18:30 uur | Moldavië                                | 2 – 0 | Finland | Stadionul Zimbru, Chisinau Toeschouwers: 10.300 Scheidsrechter: Robert Małek (POL) |
| 3 september EK-kwalificatie groep E № 145 «onderlinge duels» 18:30 uur | Alexandr Suvorov 69' Anatolie Doroș 74' |       |         | Stadionul Zimbru, Chisinau Toeschouwers: 10.300 Scheidsrechter: Robert Małek (POL) |

|                                                                        |                                       |       |                      |                                                                                         |
| 7 september EK-kwalificatie groep E № 146 «onderlinge duels» 20:30 uur | Hongarije                             | 2 – 1 | Moldavië             | Szusza Ferencstadion, Boedapest Toeschouwers: 9.209 Scheidsrechter: Libor Kovařik (CZE) |
| 7 september EK-kwalificatie groep E № 146 «onderlinge duels» 20:30 uur | Gergely Rudolf 50' Vladimir Koman 66' |       | 79' Alexandr Suvorov | Szusza Ferencstadion, Boedapest Toeschouwers: 9.209 Scheidsrechter: Libor Kovařik (CZE) |

|                                                                      |          |                         |           |                                                                                     |
| 8 oktober EK-kwalificatie groep E № 147 «onderlinge duels» 20:30 uur | Moldavië | 0 – 1                   | Nederland | Stadionul Zimbru, Chisinau Toeschouwers: 10.500 Scheidsrechter: Florian Meyer (GER) |
| 8 oktober EK-kwalificatie groep E № 147 «onderlinge duels» 20:30 uur |          | 37' Klaas-Jan Huntelaar |           | Stadionul Zimbru, Chisinau Toeschouwers: 10.500 Scheidsrechter: Florian Meyer (GER) |

|                                                                       |            |         |                                             |                                                                                   |
| 12 oktober EK-kwalificatie groep E № 148 «onderlinge duels» 20:30 uur | San Marino | 0 – 2   | Moldavië                                    | Stadio Olimpico, Serravalle Toeschouwers: 600 Scheidsrechter: Mark Courtney (NIR) |
| 12 oktober EK-kwalificatie groep E № 148 «onderlinge duels» 20:30 uur |            | Verslag | 20' Nicolae Josan 86' (pen.) Anatolie Doroș | Stadio Olimpico, Serravalle Toeschouwers: 600 Scheidsrechter: Mark Courtney (NIR) |

### 2011
|                                                                 |                  |       |          |                                                                                                  |
| 6 februari Vriendschappelijk № 149 «onderlinge duels» 20:30 uur | Polen            | 1 – 0 | Moldavië | Estádio Vila Real de Santo António, Vila Real Toeschouwers: 250 Scheidsrechter: Ivo Santos (POR) |
| 6 februari Vriendschappelijk № 149 «onderlinge duels» 20:30 uur | David Plizga 15' |       |          | Estádio Vila Real de Santo António, Vila Real Toeschouwers: 250 Scheidsrechter: Ivo Santos (POR) |

|                                                                 |                 |       |                                              |                                                                                                |
| 9 februari Vriendschappelijk № 150 «onderlinge duels» 16:00 uur | Andorra         | 1 – 2 | Moldavië                                     | Estádio Municipal Fernando Cabrita, Lagos Toeschouwers: 100 Scheidsrechter: Sérgio Lopes (POR) |
| 9 februari Vriendschappelijk № 150 «onderlinge duels» 16:00 uur | Josep Ayala 52' |       | 66' Igor Picușceac 90+4' (pen.) Igor Bugaiov | Estádio Municipal Fernando Cabrita, Lagos Toeschouwers: 100 Scheidsrechter: Sérgio Lopes (POR) |

|                                                                     |                                         |       |                       |                                                                                   |
| 29 maart EK-kwalificatie groep E № 151 «onderlinge duels» 19:00 uur | Zweden                                  | 2 – 1 | Moldavië              | Råsundastadion, Stockholm Toeschouwers: 25.544 Scheidsrechter: Knut Kircher (GER) |
| 29 maart EK-kwalificatie groep E № 151 «onderlinge duels» 19:00 uur | Mikael Lustig 30' Sebastian Larsson 82' |       | 90' Alexandru Suvorov | Råsundastadion, Stockholm Toeschouwers: 25.544 Scheidsrechter: Knut Kircher (GER) |

|                                                                   |                  |       |                                                                             |                                                                                      |
| 3 juni EK-kwalificatie groep E № 152 «onderlinge duels» 20:30 uur | Moldavië         | 1 – 4 | Zweden                                                                      | Stadionul Zimbru, Chisinau Toeschouwers: 12.000 Scheidsrechter: Andre Marriner (ENG) |
| 3 juni EK-kwalificatie groep E № 152 «onderlinge duels» 20:30 uur | Igor Bugaiov 61' |       | 11' Ola Toivonen 30' Johan Elmander 58' Johan Elmander 88' Alexander Gerndt | Stadionul Zimbru, Chisinau Toeschouwers: 12.000 Scheidsrechter: Andre Marriner (ENG) |

|                                                                  |                                                               |       |                                       |                                                                            |
| 10 augustus Vriendschappelijk № 153 «onderlinge duels» 18:00 uur | Cyprus                                                        | 3 – 2 | Moldavië                              | GSP-stadion, Nicosia Toeschouwers: 250 Scheidsrechter: Milorad Mažić (SRB) |
| 10 augustus Vriendschappelijk № 153 «onderlinge duels» 18:00 uur | Andreas Avraam 13' Andreas Avraam 51' Siniša Dobrasinovic 89' |       | 23' Igor Armas 45' Georgi Ovsyannikov | GSP-stadion, Nicosia Toeschouwers: 250 Scheidsrechter: Milorad Mažić (SRB) |

|                                                                        |                                                                                       |       |                     |                                                                                     |
| 2 september EK-kwalificatie groep E № 154 «onderlinge duels» 17:30 uur | Finland                                                                               | 4 – 1 | Moldavië            | Olympiastadion, Helsinki Toeschouwers: 9.056 Scheidsrechter: Anastasios Kakos (GRE) |
| 2 september EK-kwalificatie groep E № 154 «onderlinge duels» 17:30 uur | Kasper Hämäläinen 11' Kasper Hämäläinen 43' Mikael Forssell 52' Igor Armas 70' (e.d.) |       | 85' Serghei Alexeev | Olympiastadion, Helsinki Toeschouwers: 9.056 Scheidsrechter: Anastasios Kakos (GRE) |

|                                                                        |          |                                      |           |                                                                                  |
| 6 september EK-kwalificatie groep E № 155 «onderlinge duels» 18:45 uur | Moldavië | 0 – 2                                | Hongarije | Stadionul Zimbru, Chisinau Toeschouwers: 10.500 Scheidsrechter: Ivan Bebek (CRO) |
| 6 september EK-kwalificatie groep E № 155 «onderlinge duels» 18:45 uur |          | 7' Vilmos Vanczák 83' Gergely Rudolf |           | Stadionul Zimbru, Chisinau Toeschouwers: 10.500 Scheidsrechter: Ivan Bebek (CRO) |

|                                                                      |                         |       |          |                                                                         |
| 7 oktober EK-kwalificatie groep E № 156 «onderlinge duels» 20:30 uur | Nederland               | 1 – 0 | Moldavië | De Kuip, Rotterdam Toeschouwers: 49.000 Scheidsrechter: Matej Jug (SLO) |
| 7 oktober EK-kwalificatie groep E № 156 «onderlinge duels» 20:30 uur | Klaas-Jan Huntelaar 40' |       |          | De Kuip, Rotterdam Toeschouwers: 49.000 Scheidsrechter: Matej Jug (SLO) |

|                                                                       |                                                                                        |       |            |                                                                                    |
| 11 oktober EK-kwalificatie groep E № 157 «onderlinge duels» 19:00 uur | Moldavië                                                                               | 4 – 0 | San Marino | Stadionul Zimbru, Chisinau Toeschouwers: 6.534 Scheidsrechter: Petur Reinert (FAR) |
| 11 oktober EK-kwalificatie groep E № 157 «onderlinge duels» 19:00 uur | Denis Zmeu 30' Simone Bacciocchi 62' (e.d.) Alexandru Suvorov 66' Valeriu Andronic 87' |       |            | Stadionul Zimbru, Chisinau Toeschouwers: 6.534 Scheidsrechter: Petur Reinert (FAR) |

|                                                                  |                                                   |       |          |                                                                                       |
| 11 november Vriendschappelijk № 158 «onderlinge duels» 14:00 uur | Georgië                                           | 2 – 0 | Moldavië | Micheil Meschistadion, Tbilisi Toeschouwers: 4.000 Scheidsrechter: Vusal Aliyev (AZE) |
| 11 november Vriendschappelijk № 158 «onderlinge duels» 14:00 uur | Aleksandr Kobachidze 36' Jano Ananidze 39' (pen.) |       |          | Micheil Meschistadion, Tbilisi Toeschouwers: 4.000 Scheidsrechter: Vusal Aliyev (AZE) |

### 2012
|                                                                  |          |       |             |                                                                                       |
| 28 februari Vriendschappelijk № 159 «onderlinge duels» 16:00 uur | Moldavië | 0 – 0 | Wit-Rusland | Mardan Spor Kompleksi, Aksu Toeschouwers: 100 Scheidsrechter: Gediminas Mažeika (LTU) |
| 28 februari Vriendschappelijk № 159 «onderlinge duels» 16:00 uur |          |       |             | Mardan Spor Kompleksi, Aksu Toeschouwers: 100 Scheidsrechter: Gediminas Mažeika (LTU) |

|                                                             |                                                                         |       |          |                                                                                                  |
| 23 mei Vriendschappelijk № 160 «onderlinge duels» 20:00 uur | Venezuela                                                               | 4 – 0 | Moldavië | Polideportivo Cachamay, Ciudad Guayana Toeschouwers: 20.000 Scheidsrechter: Henry Gambetta (PER) |
| 23 mei Vriendschappelijk № 160 «onderlinge duels» 20:00 uur | Luis Seijas 45' José Rondón 51' Oswaldo Vizcarrondo 55' José Rondón 73' |       |          | Polideportivo Cachamay, Ciudad Guayana Toeschouwers: 20.000 Scheidsrechter: Henry Gambetta (PER) |

|                                                             |                                           |       |          |                                                                          |
| 26 mei Vriendschappelijk № 161 «onderlinge duels» 20:45 uur | El Salvador                               | 2 – 0 | Moldavië | Cotton Bowl, Dallas Toeschouwers: 35.000 Scheidsrechter: Paul Ward (CAN) |
| 26 mei Vriendschappelijk № 161 «onderlinge duels» 20:45 uur | Nelson Bonilla 16' Jaime Enrique Alas 24' |       |          | Cotton Bowl, Dallas Toeschouwers: 35.000 Scheidsrechter: Paul Ward (CAN) |

|                                                                  |         |       |          |                                                                                      |
| 15 augustus Vriendschappelijk № 162 «onderlinge duels» 19:30 uur | Albanië | 0 – 0 | Moldavië | Qemal Stafastadion, Tirana Toeschouwers: 35.000 Scheidsrechter: Yunus Yildirim (TUR) |
| 15 augustus Vriendschappelijk № 162 «onderlinge duels» 19:30 uur |         |       |          | Qemal Stafastadion, Tirana Toeschouwers: 35.000 Scheidsrechter: Yunus Yildirim (TUR) |

|                                                                        |          |                                                                                                  |          |                                                                                      |
| 7 september WK-kwalificatie Groep H № 163 «onderlinge duels» 19:45 uur | Moldavië | 0 – 5                                                                                            | Engeland | Stadionul Zimbru, Chisinau Toeschouwers: 10.250 Scheidsrechter: Pol van Boekel (NED) |
| 7 september WK-kwalificatie Groep H № 163 «onderlinge duels» 19:45 uur |          | 4' (pen.) Frank Lampard 29' Frank Lampard 32' Jermain Defoe 74' James Milner 83' Leighton Baines |          | Stadionul Zimbru, Chisinau Toeschouwers: 10.250 Scheidsrechter: Pol van Boekel (NED) |

|                                                                         |                                                      |       |          |                                                                                   |
| 11 september WK-kwalificatie Groep H № 164 «onderlinge duels» 20:45 uur | Polen                                                | 2 – 0 | Moldavië | Stadion Miejski, Wrocław Toeschouwers: 28.000 Scheidsrechter: Ilias Spathas (GRE) |
| 11 september WK-kwalificatie Groep H № 164 «onderlinge duels» 20:45 uur | Jakub Błaszczykowski 33' (pen.) Jakub Wawrzyniak 81' |       |          | Stadion Miejski, Wrocław Toeschouwers: 28.000 Scheidsrechter: Ilias Spathas (GRE) |

|                                                                       |          |       |          |                                                                                      |
| 12 oktober WK-kwalificatie Groep H № 165 «onderlinge duels» 20:00 uur | Moldavië | 0 – 0 | Oekraïne | Stadionul Zimbru, Chisinau Toeschouwers: 10.050 Scheidsrechter: Clément Turpin (FRA) |
| 12 oktober WK-kwalificatie Groep H № 165 «onderlinge duels» 20:00 uur |          |       |          | Stadionul Zimbru, Chisinau Toeschouwers: 10.050 Scheidsrechter: Clément Turpin (FRA) |

|                                                                       |            |                                                |          |                                                                                   |
| 16 oktober WK-kwalificatie Groep H № 166 «onderlinge duels» 20:30 uur | San Marino | 0 – 2                                          | Moldavië | Stadio Olimpico, Serravalle Toeschouwers: 736 Scheidsrechter: Marios Panayi (CYP) |
| 16 oktober WK-kwalificatie Groep H № 166 «onderlinge duels» 20:30 uur |            | 72' (pen.) Serghei Dadu 78' Alexandru Epureanu |          | Stadio Olimpico, Serravalle Toeschouwers: 736 Scheidsrechter: Marios Panayi (CYP) |

### 2013
|                                                                 |                                                                      |       |                    |                                                                                   |
| 6 februari Vriendschappelijk № 167 «onderlinge duels» 16:00 uur | Kazachstan                                                           | 3 – 1 | Moldavië           | Mardan Spor Kompleksi, Aksu Toeschouwers: 100 Scheidsrechter: Hüseyin Göçek (TUR) |
| 6 februari Vriendschappelijk № 167 «onderlinge duels» 16:00 uur | Viktor Dmitrenko 33' Baurzhan Dzholchiev 59' Baurzhan Dzholchiev 90' |       | 86' Anatolie Doroş | Mardan Spor Kompleksi, Aksu Toeschouwers: 100 Scheidsrechter: Hüseyin Göçek (TUR) |

|                                                                     |          |                   |            |                                                                                     |
| 22 maart WK-kwalificatie Groep H № 168 «onderlinge duels» 19:30 uur | Moldavië | 0 – 1             | Montenegro | Stadionul Zimbru, Chișinău Toeschouwers: 5.400 Scheidsrechter: Daniele Orsato (ITA) |
| 22 maart WK-kwalificatie Groep H № 168 «onderlinge duels» 19:30 uur |          | 78' Mirko Vučinić |            | Stadionul Zimbru, Chișinău Toeschouwers: 5.400 Scheidsrechter: Daniele Orsato (ITA) |

|                                                                    |                                              |       |                       |                                                                                     |
| 26 maart WK-kwalificatie Groep H № 169 onderlinge duels» 20:30 uur | Oekraïne                                     | 2 – 1 | Moldavië              | Tsjornomoretsstadion, Odessa Toeschouwers: 31.948 Scheidsrechter: Kenn Hansen (DEN) |
| 26 maart WK-kwalificatie Groep H № 169 onderlinge duels» 20:30 uur | Andriy Yarmolenko 61' Jevhen Chatsjeridi 70' |       | 81' Alexandru Suvorov | Tsjornomoretsstadion, Odessa Toeschouwers: 31.948 Scheidsrechter: Kenn Hansen (DEN) |

|                                                                  |                     |       |                         |                                                                                         |
| 7 juni WK-kwalificatie Groep H № 170 onderlinge duels» 20:15 uur | Moldavië            | 1 – 1 | Polen                   | Stadionul Zimbru, Chișinău Toeschouwers: 31.948 Scheidsrechter: Fernando Teixeira (ESP) |
| 7 juni WK-kwalificatie Groep H № 170 onderlinge duels» 20:15 uur | Eugen Sidorenco 37' |       | 7' Jakub Błaszczykowski | Stadionul Zimbru, Chișinău Toeschouwers: 31.948 Scheidsrechter: Fernando Teixeira (ESP) |

|                                                              |                                         |       |                      |                                                                                    |
| 14 juni Vriendschappelijk № 171 «onderlinge duels» 18:00 uur | Moldavië                                | 2 – 1 | Kirgizië             | Sheriffstadion, Tiraspol Toeschouwers: 3.500 Scheidsrechter: Oleksandr Derdo (UKR) |
| 14 juni Vriendschappelijk № 171 «onderlinge duels» 18:00 uur | Eugen Sidorenco 29' Eugen Sidorenco 79' |       | 57' Vadim Kharchenko | Sheriffstadion, Tiraspol Toeschouwers: 3.500 Scheidsrechter: Oleksandr Derdo (UKR) |

|                                                                  |                     |       |                   |                                                                                     |
| 14 augustus Vriendschappelijk № 172 «onderlinge duels» 18:00 uur | Moldavië            | 1 – 1 | Andorra           | Stadionul Zimbru, Chisinau Toeschouwers: 4.724 Scheidsrechter: Jaroslav Kozik (UKR) |
| 14 augustus Vriendschappelijk № 172 «onderlinge duels» 18:00 uur | Alexandru Dedov 42' |       | 16' Óscar Sonejee | Stadionul Zimbru, Chisinau Toeschouwers: 4.724 Scheidsrechter: Jaroslav Kozik (UKR) |

|                                                                        |                                                                             |       |          |                                                                                  |
| 6 september WK-kwalificatie Groep H № 173 «onderlinge duels» 20:00 uur | Engeland                                                                    | 4 – 0 | Moldavië | Wembley Stadium, Londen Toeschouwers: 61.607 Scheidsrechter: Ivan Kružliak (SVK) |
| 6 september WK-kwalificatie Groep H № 173 «onderlinge duels» 20:00 uur | Steven Gerrard 12' Rickie Lambert 27' Danny Welbeck 45+1' Danny Welbeck 51' |       |          | Wembley Stadium, Londen Toeschouwers: 61.607 Scheidsrechter: Ivan Kružliak (SVK) |

|                                                                       |                                                           |       |            |                                                                                        |
| 11 oktober WK-kwalificatie Groep H № 174 «onderlinge duels» 18:00 uur | Moldavië                                                  | 3 – 0 | San Marino | Stadionul Zimbru, Chișinău Toeschouwers: 7.348 Scheidsrechter: Ignasi Villamayor (AND) |
| 11 oktober WK-kwalificatie Groep H № 174 «onderlinge duels» 18:00 uur | Viorel Frunză 55' Eugen Sidorenco 59' Eugen Sidorenco 89' |       |            | Stadionul Zimbru, Chișinău Toeschouwers: 7.348 Scheidsrechter: Ignasi Villamayor (AND) |

|                                                                       |                                                |       |                                                                                                   |                                                                                              |
| 15 oktober WK-kwalificatie Groep H № 175 «onderlinge duels» 20:00 uur | Montenegro                                     | 2 – 5 | Moldavië                                                                                          | Pod Goricomstadion, Podgorica Toeschouwers: 6.000 Scheidsrechter: Robert Schörgenhofer (AUT) |
| 15 oktober WK-kwalificatie Groep H № 175 «onderlinge duels» 20:00 uur | Stevan Jovetić 55' (pen.) Stevan Jovetić 90+1' |       | 28' Alexandru Antoniuc 62' Igor Armaş 64' Eugen Sidorenco 73' Artur Ioniţă 89' Alexandru Antoniuc | Pod Goricomstadion, Podgorica Toeschouwers: 6.000 Scheidsrechter: Robert Schörgenhofer (AUT) |

|                                                                  |                  |       |                       |                                                                                      |
| 18 november Vriendschappelijk № 176 «onderlinge duels» 18:00 uur | Moldavië         | 1 – 1 | Litouwen              | Stadionul Zimbru, Chișinău Toeschouwers: 4.794 Scheidsrechter: Alexandru Tudor (ROM) |
| 18 november Vriendschappelijk № 176 «onderlinge duels» 18:00 uur | Artur Ioniţă 72' |       | 39' Mindaugas Kalonas | Stadionul Zimbru, Chișinău Toeschouwers: 4.794 Scheidsrechter: Alexandru Tudor (ROM) |

### 2014
|                                                                 |                      |       |                                          |                                                                                              |
| 15 januari Vriendschappelijk № 177 «onderlinge duels» 17:00 uur | Moldavië             | 1 – 2 | Noorwegen                                | Mohammed Bin Zayidstadion, Abu Dhabi Toeschouwers: 100 Scheidsrechter: Fahad Al Kassar (UAE) |
| 15 januari Vriendschappelijk № 177 «onderlinge duels» 17:00 uur | Veaceslav Posmac 29' |       | 45+2' Ola Kamara 67' Yann-Erik De Lanlay | Mohammed Bin Zayidstadion, Abu Dhabi Toeschouwers: 100 Scheidsrechter: Fahad Al Kassar (UAE) |

|                                                                 |                         |       |                                           |                                                                                          |
| 17 januari Vriendschappelijk № 178 «onderlinge duels» 17:00 uur | Moldavië                | 1 – 2 | Zweden                                    | Mohammed Bin Zayidstadion, Abu Dhabi Toeschouwers: 150 Scheidsrechter: Jameel Juma (BHR) |
| 17 januari Vriendschappelijk № 178 «onderlinge duels» 17:00 uur | Henrique Luvannor 45+1' |       | 77' Erton Fejzullahu 86' Erton Fejzullahu | Mohammed Bin Zayidstadion, Abu Dhabi Toeschouwers: 150 Scheidsrechter: Jameel Juma (BHR) |

|                                                                 |          |                  |       |                                                                                              |
| 20 januari Vriendschappelijk № 179 «onderlinge duels» 18:15 uur | Moldavië | 0 – 1            | Polen | Mohammed Bin Zayidstadion, Abu Dhabi Toeschouwers: 200 Scheidsrechter: Saleh Al Hethol (KSA) |
| 20 januari Vriendschappelijk № 179 «onderlinge duels» 18:15 uur |          | 10' Paweł Brożek |       | Mohammed Bin Zayidstadion, Abu Dhabi Toeschouwers: 200 Scheidsrechter: Saleh Al Hethol (KSA) |

|                                                              |         |                                                                     |          | |
| 5 maart Vriendschappelijk № 180 «onderlinge duels» 18:00 uur | Andorra | 0 – 3                                                               | Moldavië | Estadi Comunal d'Andorra la Vella, Andorra la Vella Toeschouwers: 200 Scheidsrechter: Sant Alan (MLT) |
| 5 maart Vriendschappelijk № 180 «onderlinge duels» 18:00 uur |         | 13' Alexandru Epureanu 22' Henrique Luvannor 52' Alexandru Epureanu |          | Estadi Comunal d'Andorra la Vella, Andorra la Vella Toeschouwers: 200 Scheidsrechter: Sant Alan (MLT) |

|                                                             |               |                                                                                      |          | |
| 24 mei Vriendschappelijk № 181 «onderlinge duels» 18:00 uur | Saoedi-Arabië | 0 – 4                                                                                | Moldavië | Estadio Municipal de Chapín, Jerez de la Frontera Toeschouwers: 400 Scheidsrechter: Alejandro Hernández (ESP) |
| 24 mei Vriendschappelijk № 181 «onderlinge duels» 18:00 uur |               | 8' Igor Armaş 32' (pen.) Alexandru Epureanu 34' Serghei Alexeev 54' Alexandru Gaţcan |          | Estadio Municipal de Chapín, Jerez de la Frontera Toeschouwers: 400 Scheidsrechter: Alejandro Hernández (ESP) |

|                                                             |                    |       |                     |                                                                                         |
| 27 mei Vriendschappelijk № 182 «onderlinge duels» 17:30 uur | Moldavië           | 1 – 1 | Canada              | Sportplatz SV Union, Amstetten Toeschouwers: 1.000 Scheidsrechter: Oliver Drachta (AUT) |
| 27 mei Vriendschappelijk № 182 «onderlinge duels» 17:30 uur | Eugen Sidorenco 7' |       | 8' Tosaint Ricketts | Sportplatz SV Union, Amstetten Toeschouwers: 1.000 Scheidsrechter: Oliver Drachta (AUT) |

|                                                             |                 |       |          |                                                                                             |
| 7 juni Vriendschappelijk № 183 «onderlinge duels» 15:00 uur | Kameroen        | 1 – 0 | Moldavië | Stade Ahmadou Ahidjo, Yaoundé Toeschouwers: 45.000 Scheidsrechter: Lazard Tsiba Kamba (DRC) |
| 7 juni Vriendschappelijk № 183 «onderlinge duels» 15:00 uur | Edgar Salli 30' |       |          | Stade Ahmadou Ahidjo, Yaoundé Toeschouwers: 45.000 Scheidsrechter: Lazard Tsiba Kamba (DRC) |

|                                                                  |                  |       |          |                                                                               |
| 3 september Vriendschappelijk № 184 «onderlinge duels» 18:00 uur | Oekraïne         | 1 – 0 | Moldavië | NSK Olimpiejsky, Kiev Toeschouwers: 8.500 Scheidsrechter: István Kovács (ROM) |
| 3 september Vriendschappelijk № 184 «onderlinge duels» 18:00 uur | Roman Bezoes 63' |       |          | NSK Olimpiejsky, Kiev Toeschouwers: 8.500 Scheidsrechter: István Kovács (ROM) |

|                                                                        |                                         |       |          |                                                                                           |
| 8 september EK-kwalificatie Groep G № 185 «onderlinge duels» 20:45 uur | Montenegro                              | 2 – 0 | Moldavië | Pod Goricomstadion, Podgorica Toeschouwers: 8.759 Scheidsrechter: Aleksej Koelbakov (BLR) |
| 8 september EK-kwalificatie Groep G № 185 «onderlinge duels» 20:45 uur | Mirko Vučinić 45+3' Žarko Tomašević 70' |       |          | Pod Goricomstadion, Podgorica Toeschouwers: 8.759 Scheidsrechter: Aleksej Koelbakov (BLR) |

|                                                                      |                            |       |                                       |                                                                                  |
| 9 oktober EK-kwalificatie Groep G № 186 «onderlinge duels» 20:45 uur | Moldavië                   | 1 – 2 | Oostenrijk                            | Stadionul Zimbru, Chișinău Toeschouwers: 9.381 Scheidsrechter: Jorge Sousa (POR) |
| 9 oktober EK-kwalificatie Groep G № 186 «onderlinge duels» 20:45 uur | Alexandru Dedov 27' (pen.) |       | 11' (pen.) David Alaba 51' Marc Janko | Stadionul Zimbru, Chișinău Toeschouwers: 9.381 Scheidsrechter: Jorge Sousa (POR) |

|                                                                       |                           |       |                        |                                                                                        |
| 12 oktober EK-kwalificatie Groep G № 187 «onderlinge duels» 18:00 uur | Rusland                   | 1 – 1 | Moldavië               | Otkrytieje Arena, Moskou Toeschouwers: 30.017 Scheidsrechter: Kristinn Jakobsson (ISL) |
| 12 oktober EK-kwalificatie Groep G № 187 «onderlinge duels» 18:00 uur | Artjom Dzjoeba 73' (pen.) |       | 74' Alexandru Epureanu | Otkrytieje Arena, Moskou Toeschouwers: 30.017 Scheidsrechter: Kristinn Jakobsson (ISL) |

|                                                                        |          |                     |               |                                                                                         |
| 15 november EK-kwalificatie Groep G № 188 «onderlinge duels» 18:00 uur | Moldavië | 0 – 1               | Liechtenstein | Stadionul Zimbru, Chișinău Toeschouwers: 6.843 Scheidsrechter: Mattias Gestranius (FIN) |
| 15 november EK-kwalificatie Groep G № 188 «onderlinge duels» 18:00 uur |          | 74' Franz Burgmeier |               | Stadionul Zimbru, Chișinău Toeschouwers: 6.843 Scheidsrechter: Mattias Gestranius (FIN) |

### 2015
|                                                                  |                                    |       |                 |                                                                                    |
| 14 februari Vriendschappelijk № 189 «onderlinge duels» 17:00 uur | Roemenië                           | 2 – 1 | Moldavië        | Mardan Spor Kompleksi, Aksu Toeschouwers: 150 Scheidsrechter: Michail Vilkov (RUS) |
| 14 februari Vriendschappelijk № 189 «onderlinge duels» 17:00 uur | Adrian Popa 21' Valentin Lazăr 86' |       | 9' Cătălin Carp | Mardan Spor Kompleksi, Aksu Toeschouwers: 150 Scheidsrechter: Michail Vilkov (RUS) |

|                                                                  |                       |       |                      |                                                                                       |
| 18 februari Vriendschappelijk № 190 «onderlinge duels» 18:00 uur | Kazachstan            | 1 – 1 | Moldavië             | Mardan Spor Kompleksi, Aksu Toeschouwers: 100 Scheidsrechter: Aleksej Nikolajev (RUS) |
| 18 februari Vriendschappelijk № 190 «onderlinge duels» 18:00 uur | Aleksey Shchetkin 48' |       | 54' Alexandru Gaţcan | Mardan Spor Kompleksi, Aksu Toeschouwers: 100 Scheidsrechter: Aleksej Nikolajev (RUS) |

|                                                                     |          |                                                      |        |                                                                                  |
| 27 maart EK-kwalificatie Groep G № 191 «onderlinge duels» 20:45 uur | Moldavië | 0 – 2                                                | Zweden | Stadionul Zimbru, Chișinău Toeschouwers: 10.375 Scheidsrechter: Ivan Bebek (CRO) |
| 27 maart EK-kwalificatie Groep G № 191 «onderlinge duels» 20:45 uur |          | 46' Zlatan Ibrahimović 84' (pen.) Zlatan Ibrahimović |        | Stadionul Zimbru, Chișinău Toeschouwers: 10.375 Scheidsrechter: Ivan Bebek (CRO) |

|                                                             |           |       |          |                                                                                        |
| 9 juni Vriendschappelijk № 192 «onderlinge duels» 18:00 uur | Luxemburg | 0 – 0 | Moldavië | Stade Josy Barthel, Luxemburg Toeschouwers: 1.122 Scheidsrechter: Daniel Siebert (GER) |
| 9 juni Vriendschappelijk № 192 «onderlinge duels» 18:00 uur |           |       |          | Stade Josy Barthel, Luxemburg Toeschouwers: 1.122 Scheidsrechter: Daniel Siebert (GER) |

|                                                                    |                   |       |                     |                                                                                 |
| 14 juni EK-kwalificatie Groep G № 193 «onderlinge duels» 18:00 uur | Liechtenstein     | 1 – 1 | Moldavië            | Rheinparkstadion, Vaduz Toeschouwers: 2.080 Scheidsrechter: Libor Kovařik (CZE) |
| 14 juni EK-kwalificatie Groep G № 193 «onderlinge duels» 18:00 uur | Sandro Wieser 21' |       | 44' Gheorghe Boghiu | Rheinparkstadion, Vaduz Toeschouwers: 2.080 Scheidsrechter: Libor Kovařik (CZE) |

|                                                                        |                      |       |          |                                                                                          |
| 5 september EK-kwalificatie Groep G № 194 «onderlinge duels» 20:45 uur | Oostenrijk           | 1 – 0 | Moldavië | Ernst Happelstadion, Wenen Toeschouwers: 48.500 Scheidsrechter: Aleksandar Stavrev (MKD) |
| 5 september EK-kwalificatie Groep G № 194 «onderlinge duels» 20:45 uur | Zlatko Junuzović 52' |       |          | Ernst Happelstadion, Wenen Toeschouwers: 48.500 Scheidsrechter: Aleksandar Stavrev (MKD) |

|                                                                        |          |                                       |            |                                                                                           |
| 8 september EK-kwalificatie Groep G № 195 «onderlinge duels» 20:45 uur | Moldavië | 0 – 2                                 | Montenegro | Stadionul Zimbru, Chișinău Toeschouwers: 6.243 Scheidsrechter: Sébastien Delferière (BEL) |
| 8 september EK-kwalificatie Groep G № 195 «onderlinge duels» 20:45 uur |          | 9' Stefan Savić 65' (e.d.) Petru Racu |            | Stadionul Zimbru, Chișinău Toeschouwers: 6.243 Scheidsrechter: Sébastien Delferière (BEL) |

|                                                                      |                      |       |                                            |                                                                                           |
| 9 oktober EK-kwalificatie Groep G № 196 «onderlinge duels» 20:45 uur | Moldavië             | 1 – 2 | Rusland                                    | Stadionul Zimbru, Chisinau Toeschouwers: 10.244 Scheidsrechter: Mihalis Koukoulakis (GRE) |
| 9 oktober EK-kwalificatie Groep G № 196 «onderlinge duels» 20:45 uur | Eugeniu Cebotaru 85' |       | 58' Sergej Ignasjevitsj 78' Artjom Dzjoeba | Stadionul Zimbru, Chisinau Toeschouwers: 10.244 Scheidsrechter: Mihalis Koukoulakis (GRE) |

|                                                                       |                                         |       |          |                                                                            |
| 12 oktober EK-kwalificatie Groep G № 197 «onderlinge duels» 18:00 uur | Zweden                                  | 2 – 0 | Moldavië | Friends Arena, Solna Toeschouwers: 25.351 Scheidsrechter: Luca Banti (ITA) |
| 12 oktober EK-kwalificatie Groep G № 197 «onderlinge duels» 18:00 uur | Zlatan Ibrahimović 24' Erkan Zengin 47' |       |          | Friends Arena, Solna Toeschouwers: 25.351 Scheidsrechter: Luca Banti (ITA) |

|                                                                  |                                               |       |                        |                                                               |
| 17 november Vriendschappelijk № 198 «onderlinge duels» 18:00 uur | Azerbeidzjan                                  | 2 – 1 | Moldavië               | Olympisch Stadion, Bakoe Scheidsrechter: Lasha Silagava (GEO) |
| 17 november Vriendschappelijk № 198 «onderlinge duels» 18:00 uur | Cătălin Carp 32' (e.d.) Ağabala Ramazanov 50' |       | 44' Alexandru Antoniuc | Olympisch Stadion, Bakoe Scheidsrechter: Lasha Silagava (GEO) |

### 2016
|                                                               |       |       |          |                                                                                  |
| 24 maart Vriendschappelijk № 199 «onderlinge duels» 15:00 uur | Malta | 0 – 0 | Moldavië | Ta' Qalistadion, Ta' Qali Toeschouwers: 500 Scheidsrechter: Roomer Tarajev (EST) |
| 24 maart Vriendschappelijk № 199 «onderlinge duels» 15:00 uur |       |       |          | Ta' Qalistadion, Ta' Qali Toeschouwers: 500 Scheidsrechter: Roomer Tarajev (EST) |

|                                                               |         |                  |          |                                                                                  |
| 28 maart Vriendschappelijk № 200 «onderlinge duels» 17:00 uur | Andorra | 0 – 1            | Moldavië | Hibernians Ground, Paola Toeschouwers: 500 Scheidsrechter: Johnny Casanova (SMR) |
| 28 maart Vriendschappelijk № 200 «onderlinge duels» 17:00 uur |         | 45+2' Igor Armaş |          | Hibernians Ground, Paola Toeschouwers: 500 Scheidsrechter: Johnny Casanova (SMR) |

|                                                             |                    |       |          |                                                                                     |
| 27 mei Vriendschappelijk № 201 «onderlinge duels» 20:30 uur | Kroatië            | 1 – 0 | Moldavië | Gradski Stadion, Koprivnica Toeschouwers: 4.500 Scheidsrechter: Ognjen Valjić (BIH) |
| 27 mei Vriendschappelijk № 201 «onderlinge duels» 20:30 uur | Andrej Kramarić 9' |       |          | Gradski Stadion, Koprivnica Toeschouwers: 4.500 Scheidsrechter: Ognjen Valjić (BIH) |

|                                                             |                                                |       |                  |                                                                                           |
| 3 juni Vriendschappelijk № 202 «onderlinge duels» 18:00 uur | Zwitserland                                    | 2 – 1 | Moldavië         | Stadio di Cornaredo, Lugano Toeschouwers: 5.700 Scheidsrechter: Alejandro Hernández (ESP) |
| 3 juni Vriendschappelijk № 202 «onderlinge duels» 18:00 uur | Stanislav Namașco 12' (e.d.) Admir Mehmedi 75' |       | 69' Radu Gînsari | Stadio di Cornaredo, Lugano Toeschouwers: 5.700 Scheidsrechter: Alejandro Hernández (ESP) |

|                                                                        |                                                               |       |          |                                                                                      |
| 5 september WK-kwalificatie Groep D № 203 «onderlinge duels» 20:45 uur | Wales                                                         | 4 – 0 | Moldavië | Cardiff City Stadium, Cardiff Toeschouwers: 31.731 Scheidsrechter: Liran Liany (ISR) |
| 5 september WK-kwalificatie Groep D № 203 «onderlinge duels» 20:45 uur | Sam Vokes 38' Joe Allen 44' Gareth Bale 50' Gareth Bale 90+5' |       |          | Cardiff City Stadium, Cardiff Toeschouwers: 31.731 Scheidsrechter: Liran Liany (ISR) |

|                                                                      |          |                                                         |        |                                                                                        |
| 6 oktober WK-kwalificatie Groep D № 204 «onderlinge duels» 20:45 uur | Moldavië | 0 – 3                                                   | Servië | Stadionul Zimbru, Chișinău Toeschouwers: 6.192 Scheidsrechter: Aleksej Koelbakov (BLR) |
| 6 oktober WK-kwalificatie Groep D № 204 «onderlinge duels» 20:45 uur |          | 19' Filip Kostić 37' Branislav Ivanović 59' Dušan Tadić |        | Stadionul Zimbru, Chișinău Toeschouwers: 6.192 Scheidsrechter: Aleksej Koelbakov (BLR) |

|                                                                      |                    |       |                                                   |                                                                                   |
| 9 oktober WK-kwalificatie Groep D № 205 «onderlinge duels» 20:45 uur | Moldavië           | 1 – 3 | Ierland                                           | Stadionul Zimbru, Chișinău Toeschouwers: 6.089 Scheidsrechter: Jakob Kehlet (DEN) |
| 9 oktober WK-kwalificatie Groep D № 205 «onderlinge duels» 20:45 uur | Igor Bugaiov 45+1' |       | 2' Shane Long 69' James McClean 76' James McClean | Stadionul Zimbru, Chișinău Toeschouwers: 6.089 Scheidsrechter: Jakob Kehlet (DEN) |

|                                                                        |                        |       |                      |                                                                                            |
| 12 november WK-kwalificatie Groep D № 206 «onderlinge duels» 20:45 uur | Georgië                | 1 – 1 | Moldavië             | Boris Paitsjadzestadion, Tbilisi Toeschouwers: 40.642 Scheidsrechter: Georgi Kabakov (BUL) |
| 12 november WK-kwalificatie Groep D № 206 «onderlinge duels» 20:45 uur | Valeri Kazaisjvili 16' |       | 78' Alexandru Gaţcan | Boris Paitsjadzestadion, Tbilisi Toeschouwers: 40.642 Scheidsrechter: Georgi Kabakov (BUL) |

### 2017
|                                                                 |                    |       |                     |                                                                                      |
| 17 januari Vriendschappelijk № 207 «onderlinge duels» 20:45 uur | Qatar              | 1 – 1 | Moldavië            | Jassim Bin Hamadstadion, Doha Toeschouwers: 80 Scheidsrechter: Omar Al-Yaqoubi (VAE) |
| 17 januari Vriendschappelijk № 207 «onderlinge duels» 20:45 uur | Sebastían Soria 3' |       | 24' Andrei Cojocari | Jassim Bin Hamadstadion, Doha Toeschouwers: 80 Scheidsrechter: Omar Al-Yaqoubi (VAE) |

|                                                               |            |                                           |          |                                                                                       |
| 19 maart Vriendschappelijk № 208 «onderlinge duels» 18:00 uur | San Marino | 0 – 2                                     | Moldavië | Stadio Olimpico, Serravalle Toeschouwers: onbekend Scheidsrechter: Paolo Valeri (ITA) |
| 19 maart Vriendschappelijk № 208 «onderlinge duels» 18:00 uur |            | 26' Veaceslav Posmac 72' Alexandru Gaţcan |          | Stadio Olimpico, Serravalle Toeschouwers: onbekend Scheidsrechter: Paolo Valeri (ITA) |

|                                                                     |                                       |       |          |                                                                                  |
| 24 maart WK-kwalificatie Groep D № 209 «onderlinge duels» 20:45 uur | Oostenrijk                            | 2 – 0 | Moldavië | Ernst Happelstadion, Wenen Toeschouwers: 21.000 Scheidsrechter: István Vad (HUN) |
| 24 maart WK-kwalificatie Groep D № 209 «onderlinge duels» 20:45 uur | Marcel Sabitzer 75' Martin Harnik 90' |       |          | Ernst Happelstadion, Wenen Toeschouwers: 21.000 Scheidsrechter: István Vad (HUN) |

|                                                               |                                               |       |                    |                                                                                       |
| 27 maart Vriendschappelijk № 210 «onderlinge duels» 18:15 uur | Turkije                                       | 3 – 1 | Moldavië           | Yeni Eskişehirstadion, Eskişehir Toeschouwers: 34.930 Scheidsrechter: Genc Nuza (KOS) |
| 27 maart Vriendschappelijk № 210 «onderlinge duels» 18:15 uur | Emre Mor 14' Ahmet Çalık 24' Cengiz Ünder 51' |       | 90+2' Radu Gînsari | Yeni Eskişehirstadion, Eskişehir Toeschouwers: 34.930 Scheidsrechter: Genc Nuza (KOS) |

|                                                             |                        |       |                  |                                                                                   |
| 6 juni Vriendschappelijk № 211 «onderlinge duels» 19:30 uur | Israël                 | 1 – 1 | Moldavië         | Netanjastadion, Netanja Toeschouwers: 5.000 Scheidsrechter: Bastian Dankert (GER) |
| 6 juni Vriendschappelijk № 211 «onderlinge duels» 19:30 uur | Ben Sahar 90+5' (pen.) |       | 51' Radu Gînsari | Netanjastadion, Netanja Toeschouwers: 5.000 Scheidsrechter: Bastian Dankert (GER) |

|                                                                    |                                      |       |                                                |                                                                                     |
| 11 juni WK-kwalificatie Groep D № 212 «onderlinge duels» 20:45 uur | Moldavië                             | 2 – 2 | Georgië                                        | Stadionul Zimbru, Chișinău Toeschouwers: 4.803 Scheidsrechter: Andreas Ekberg (SWE) |
| 11 juni WK-kwalificatie Groep D № 212 «onderlinge duels» 20:45 uur | Radu Gînsari 15' Alexandru Dedov 36' |       | 65' Giorgi Merebasjvili 70' Valeri Kazaisjvili | Stadionul Zimbru, Chișinău Toeschouwers: 4.803 Scheidsrechter: Andreas Ekberg (SWE) |

|                                                                        |                                                                    |       |          |                                                                                   |
| 2 september WK-kwalificatie Groep D № 213 «onderlinge duels» 20:45 uur | Servië                                                             | 3 – 0 | Moldavië | Partizanstadion, Belgrado Toeschouwers: 18.000 Scheidsrechter: Tamás Bognár (HUN) |
| 2 september WK-kwalificatie Groep D № 213 «onderlinge duels» 20:45 uur | Mijat Gaćinović 20' Aleksandar Kolarov 30' Aleksandar Mitrović 81' |       |          | Partizanstadion, Belgrado Toeschouwers: 18.000 Scheidsrechter: Tamás Bognár (HUN) |

|                                                                        |          |                                        |       |                                                                                        |
| 5 september WK-kwalificatie Groep D № 214 «onderlinge duels» 20:45 uur | Moldavië | 0 – 2                                  | Wales | Stadionul Zimbru, Chișinău Toeschouwers: 10.411 Scheidsrechter: Paweł Raczkowski (POL) |
| 5 september WK-kwalificatie Groep D № 214 «onderlinge duels» 20:45 uur |          | 80' Hal Robson-Kanu 90+3' Aaron Ramsey |       | Stadionul Zimbru, Chișinău Toeschouwers: 10.411 Scheidsrechter: Paweł Raczkowski (POL) |

|                                                                      |                                  |       |          |                                                                             |
| 6 oktober WK-kwalificatie Groep D № 215 «onderlinge duels» 20:45 uur | Ierland                          | 2 – 0 | Moldavië | Avivastadion, Dublin Toeschouwers: 55.560 Scheidsrechter: Bas Nijhuis (NED) |
| 6 oktober WK-kwalificatie Groep D № 215 «onderlinge duels» 20:45 uur | Daryl Murphy 2' Daryl Murphy 19' |       |          | Avivastadion, Dublin Toeschouwers: 55.560 Scheidsrechter: Bas Nijhuis (NED) |

|                                                                      |          |                  |            |                                                                                     |
| 9 oktober WK-kwalificatie Groep D № 216 «onderlinge duels» 20:45 uur | Moldavië | 0 – 1            | Oostenrijk | Stadionul Zimbru, Chisinau Toeschouwers: 5.000 Scheidsrechter: Bart Vertenten (BEL) |
| 9 oktober WK-kwalificatie Groep D № 216 «onderlinge duels» 20:45 uur |          | 69' Louis Schaub |            | Stadionul Zimbru, Chisinau Toeschouwers: 5.000 Scheidsrechter: Bart Vertenten (BEL) |

### 2018
|                                                                 |                   |       |          |                                                                                  |
| 27 januari Vriendschappelijk № 217 «onderlinge duels» 14:00 uur | Zuid-Korea        | 1 – 0 | Moldavië | Mardan Spor Kompleksi, Aksu Toeschouwers: 200 Scheidsrechter: Alper Ulusoy (TUR) |
| 27 januari Vriendschappelijk № 217 «onderlinge duels» 14:00 uur | Kim Shin-Wook 67' |       |          | Mardan Spor Kompleksi, Aksu Toeschouwers: 200 Scheidsrechter: Alper Ulusoy (TUR) |

|                                                                 |              |       |          |                                                                                   |
| 30 januari Vriendschappelijk № 218 «onderlinge duels» 17:00 uur | Azerbeidzjan | 0 – 0 | Moldavië | Mardan Spor Kompleksi, Aksu Toeschouwers: 300 Scheidsrechter: Hüseyin Göçek (TUR) |
| 30 januari Vriendschappelijk № 218 «onderlinge duels» 17:00 uur |              |       |          | Mardan Spor Kompleksi, Aksu Toeschouwers: 300 Scheidsrechter: Hüseyin Göçek (TUR) |

|                                                                  |                                                           |       |          |                                                                                        |
| 26 februari Vriendschappelijk № 219 «onderlinge duels» 18:30 uur | Saoedi-Arabië                                             | 3 – 0 | Moldavië | Koning Abdoellah Sportstad, Jeddah Toeschouwers: 6.914 Scheidsrechter: Paweł Gil (POL) |
| 26 februari Vriendschappelijk № 219 «onderlinge duels» 18:30 uur | Omar Hawsawi 10' Taisir Al Jassim 57' Muhannad Assiri 88' |       |          | Koning Abdoellah Sportstad, Jeddah Toeschouwers: 6.914 Scheidsrechter: Paweł Gil (POL) |

|                                                               |                                   |       |                  |                                                                                    |
| 27 maart Vriendschappelijk № 220 «onderlinge duels» 20:00 uur | Ivoorkust                         | 2 – 1 | Moldavië         | Stade Pierre Brisson, Beauvais Toeschouwers: 2.000 Scheidsrechter: Genc Nuza (KOS) |
| 27 maart Vriendschappelijk № 220 «onderlinge duels» 20:00 uur | Roger Assalé 20' Nicolas Pépé 44' |       | 59' Artur Ioniţă | Stade Pierre Brisson, Beauvais Toeschouwers: 2.000 Scheidsrechter: Genc Nuza (KOS) |

|                                                             |         |       |          | |
| 4 juni Vriendschappelijk № 221 «onderlinge duels» 17:00 uur | Armenië | 0 – 0 | Moldavië | Sportplatz Kematen, Kematen in Tirol Toeschouwers: 50 Scheidsrechter: Manfred Schüttengruber (AUT) |
| 4 juni Vriendschappelijk № 221 «onderlinge duels» 17:00 uur |         |       |          | Sportplatz Kematen, Kematen in Tirol Toeschouwers: 50 Scheidsrechter: Manfred Schüttengruber (AUT) |

|                                                                             |                                                                             |       |          |                                                                                       |
| 8 september UEFA Nations League Groep D2 № 222 «onderlinge duels» 20:45 uur | Luxemburg                                                                   | 4 – 0 | Moldavië | Stade Josy Barthel, Luxemburg Toeschouwers: 2.956 Scheidsrechter: Robert Harvey (IRL) |
| 8 september UEFA Nations League Groep D2 № 222 «onderlinge duels» 20:45 uur | Kevin Malget 34' Olivier Thill 70' Danel Sinani 75' Christopher Martins 83' |       |          | Stade Josy Barthel, Luxemburg Toeschouwers: 2.956 Scheidsrechter: Robert Harvey (IRL) |

|                                                                              |          |       |             |                                                                                  |
| 11 september UEFA Nations League Groep D2 № 223 «onderlinge duels» 20:45 uur | Moldavië | 0 – 0 | Wit-Rusland | Stadionul Zimbru, Chisinau Toeschouwers: 4.942 Scheidsrechter: Mario Zebec (CRO) |
| 11 september UEFA Nations League Groep D2 № 223 «onderlinge duels» 20:45 uur |          |       |             | Stadionul Zimbru, Chisinau Toeschouwers: 4.942 Scheidsrechter: Mario Zebec (CRO) |

|                                                                            |                                   |       |            |                                                                                         |
| 12 oktober UEFA Nations League Groep D2 № 224 «onderlinge duels» 20:45 uur | Moldavië                          | 2 – 0 | San Marino | Stadionul Zimbru, Chisinau Toeschouwers: 5.242 Scheidsrechter: Bryn Markham-Jones (WAL) |
| 12 oktober UEFA Nations League Groep D2 № 224 «onderlinge duels» 20:45 uur | Radu Gînsari 31' Radu Gînsari 67' |       |            | Stadionul Zimbru, Chisinau Toeschouwers: 5.242 Scheidsrechter: Bryn Markham-Jones (WAL) |

|                                                                            |             |       |          |                                                                              |
| 15 oktober UEFA Nations League Groep D2 № 225 «onderlinge duels» 20:45 uur | Wit-Rusland | 0 – 0 | Moldavië | Dinamostadion, Minsk Toeschouwers: 10.870 Scheidsrechter: Kevin Clancy (SCO) |
| 15 oktober UEFA Nations League Groep D2 № 225 «onderlinge duels» 20:45 uur |             |       |          | Dinamostadion, Minsk Toeschouwers: 10.870 Scheidsrechter: Kevin Clancy (SCO) |

|                                                                             |            |                      |          |                                                                                      |
| 15 november UEFA Nations League Groep D2 № 226 «onderlinge duels» 20:45 uur | San Marino | 0 – 1                | Moldavië | Stadio Olimpico, Serravalle Toeschouwers: 747 Scheidsrechter: Georgios Kominis (GRE) |
| 15 november UEFA Nations League Groep D2 № 226 «onderlinge duels» 20:45 uur |            | 77' Vitalie Damașcan |          | Stadio Olimpico, Serravalle Toeschouwers: 747 Scheidsrechter: Georgios Kominis (GRE) |

|                                                                             |                         |       |                   |                                                                                       |
| 18 november UEFA Nations League Groep D2 № 227 «onderlinge duels» 18:00 uur | Moldavië                | 1 – 1 | Luxemburg         | Stadionul Zimbru, Chisinau Toeschouwers: 4.642 Scheidsrechter: Adrien Jaccottet (SUI) |
| 18 november UEFA Nations League Groep D2 № 227 «onderlinge duels» 18:00 uur | Radu Gînsari 58' (pen.) |       | 70' Stefano Bensi | Stadionul Zimbru, Chisinau Toeschouwers: 4.642 Scheidsrechter: Adrien Jaccottet (SUI) |

### 2019
|                                                                  |                        |       |          |                                                                                           |
| 21 februari Vriendschappelijk № 228 «onderlinge duels» 16:00 uur | Kazachstan             | 1 – 0 | Moldavië | Belek Futbol Sahası, Kumköy Toeschouwers: 500 Scheidsrechter: Manfredas Lukjančukas (LTU) |
| 21 februari Vriendschappelijk № 228 «onderlinge duels» 16:00 uur | Oralchan Omirtajev 61' |       |          | Belek Futbol Sahası, Kumköy Toeschouwers: 500 Scheidsrechter: Manfredas Lukjančukas (LTU) |

|                                                                     |                     |       |                                                                               |                                                                                          |
| 22 maart EK-kwalificatie Groep H № 229 «onderlinge duels» 20:45 uur | Moldavië            | 1 – 4 | Frankrijk                                                                     | Stadionul Zimbru, Chisinau Toeschouwers: 10.042 Scheidsrechter: Aleksandar Stavrev (MKD) |
| 22 maart EK-kwalificatie Groep H № 229 «onderlinge duels» 20:45 uur | Vladimir Ambros 89' |       | 24' Antoine Griezmann 27' Raphaël Varane 36' Olivier Giroud 87' Kylian Mbappé | Stadionul Zimbru, Chisinau Toeschouwers: 10.042 Scheidsrechter: Aleksandar Stavrev (MKD) |

|                                                                     |                                                                     |       |          |                                                                                           |
| 25 maart EK-kwalificatie Groep H № 230 «onderlinge duels» 18:00 uur | Turkije                                                             | 4 – 0 | Moldavië | Yeni Eskişehirstadion, Eskişehir Toeschouwers: 29.456 Scheidsrechter: Sergiej Bojko (UKR) |
| 25 maart EK-kwalificatie Groep H № 230 «onderlinge duels» 18:00 uur | Hasan Ali Kaldırım 24' Cenk Tosun 26' Cenk Tosun 54' Kaan Ayhan 70' |       |          | Yeni Eskişehirstadion, Eskişehir Toeschouwers: 29.456 Scheidsrechter: Sergiej Bojko (UKR) |

|                                                                   |               |       |         |                                                                                    |
| 8 juni EK-kwalificatie Groep H № 231 «onderlinge duels» 18:00 uur | Moldavië      | 1 – 0 | Andorra | Stadionul Zimbru, Chisinau Toeschouwers: 6.712 Scheidsrechter: Bojan Pandžić (SWE) |
| 8 juni EK-kwalificatie Groep H № 231 «onderlinge duels» 18:00 uur | Igor Armaş 8' |       |         | Stadionul Zimbru, Chisinau Toeschouwers: 6.712 Scheidsrechter: Bojan Pandžić (SWE) |

|                                                                    |                                           |       |          |                                                                                   |
| 11 juni EK-kwalificatie Groep H № 232 «onderlinge duels» 20:45 uur | Albanië                                   | 2 – 0 | Moldavië | Elbasan Arena, Elbasan Toeschouwers: 5.004 Scheidsrechter: Ville Nevalainen (FIN) |
| 11 juni EK-kwalificatie Groep H № 232 «onderlinge duels» 20:45 uur | Sokol Cikalleshi 66' Ylber Ramadani 90+3' |       |          | Elbasan Arena, Elbasan Toeschouwers: 5.004 Scheidsrechter: Ville Nevalainen (FIN) |

|                                                                        |                                                                 |       |          |                                                                                     |
| 7 september EK-kwalificatie Groep H № 233 «onderlinge duels» 18:00 uur | IJsland                                                         | 3 – 0 | Moldavië | Laugardalsvöllur, Reykjavik Toeschouwers: 8.338 Scheidsrechter: João Pinheiro (POR) |
| 7 september EK-kwalificatie Groep H № 233 «onderlinge duels» 18:00 uur | Kolbeinn Sigþórsson 31' Birkir Bjarnason 55' Jón Böðvarsson 77' |       |          | Laugardalsvöllur, Reykjavik Toeschouwers: 8.338 Scheidsrechter: João Pinheiro (POR) |

|                                                                         |          |                                                                |         |                                                                                   |
| 10 september EK-kwalificatie Groep H № 234 «onderlinge duels» 20:45 uur | Moldavië | 0 – 4                                                          | Turkije | Stadionul Zimbru, Chisinau Toeschouwers: 8.281 Scheidsrechter: Davide Massa (ITA) |
| 10 september EK-kwalificatie Groep H № 234 «onderlinge duels» 20:45 uur |          | 37' Cenk Tosun 57' Deniz Türüç 79' Cenk Tosun 88' Yusuf Yazıcı |         | Stadionul Zimbru, Chisinau Toeschouwers: 8.281 Scheidsrechter: Davide Massa (ITA) |

|                                                                       |                |       |          |                                                                                           |
| 11 oktober EK-kwalificatie Groep H № 235 «onderlinge duels» 20:45 uur | Andorra        | 1 – 0 | Moldavië | Estadi Nacional, Andorra la Vella Toeschouwers: 947 Scheidsrechter: Jonathan Lardot (BEL) |
| 11 oktober EK-kwalificatie Groep H № 235 «onderlinge duels» 20:45 uur | Marc Veles 63' |       |          | Estadi Nacional, Andorra la Vella Toeschouwers: 947 Scheidsrechter: Jonathan Lardot (BEL) |

|                                                                       |          |                                                                     |         |                                                                                     |
| 14 oktober EK-kwalificatie Groep H № 236 «onderlinge duels» 20:45 uur | Moldavië | 0 – 4                                                               | Albanië | Stadionul Zimbru, Chisinau Toeschouwers: 4.367 Scheidsrechter: Chris Kavanagh (ENG) |
| 14 oktober EK-kwalificatie Groep H № 236 «onderlinge duels» 20:45 uur |          | 22' Sokol Cikalleshi 34' Keidi Bare 40' Lorenc Trashi 90' Rey Manaj |         | Stadionul Zimbru, Chisinau Toeschouwers: 4.367 Scheidsrechter: Chris Kavanagh (ENG) |

|                                                                        |                                       |       |               |                                                                                           |
| 14 november EK-kwalificatie Groep H № 237 «onderlinge duels» 20:45 uur | Frankrijk                             | 2 – 1 | Moldavië      | Stade de France, Saint-Denis Toeschouwers: 64.367 Scheidsrechter: Gediminas Mažeika (LTU) |
| 14 november EK-kwalificatie Groep H № 237 «onderlinge duels» 20:45 uur | Raphaël Varane 35' Olivier Giroud 79' |       | 9' Vadim Rață | Stade de France, Saint-Denis Toeschouwers: 64.367 Scheidsrechter: Gediminas Mažeika (LTU) |

|                                                                        |                        |       |                                           |                                                                                     |
| 17 november EK-kwalificatie Groep H № 238 «onderlinge duels» 20:45 uur | Moldavië               | 1 – 2 | IJsland                                   | Stadionul Zimbru, Chisinau Toeschouwers: 6.742 Scheidsrechter: Pavel Královec (CZE) |
| 17 november EK-kwalificatie Groep H № 238 «onderlinge duels» 20:45 uur | Nicolae Milinceanu 56' |       | 17' Birkir Bjarnason 65' Gylfi Sigurðsson | Stadionul Zimbru, Chisinau Toeschouwers: 6.742 Scheidsrechter: Pavel Královec (CZE) |

FMF · A-internationals · Bondscoaches · Moldavisch vrouwenelftal · Moldavië U21 · Moldavië U20 · Moldavië U19 · Moldavië U18 · Moldavië U17 · Moldavië U16
1990 – 1999 ·
2000 – 2009 ·
2010 – 2019 ·
2020 − 2029
1991 · 1992 · 1993 · 1994 · 1995 · 1996 · 1997 · 1998 · 1999 · 2000 · 2001 · 2002 · 2003 · 2004 · 2005 · 2006 · 2007 · 2008 · 2009 · 2010 · 2011 · 2012 · 2013 · 2014 · 2015 · 2016 · 2017 · 2018 · 2019 · 2020 · 2021 · 2022 · 2023 · 2024
Albanië ·
Andorra ·
Armenië ·
Azerbeidzjan ·
Bosnië en Herzegovina ·
Bulgarije ·
Canada ·
Cyprus ·
Denemarken · 
Duitsland ·
El Salvador · 
Engeland ·
Estland ·
Faeröer ·
Finland ·
Frankrijk ·
Georgië ·
Gibraltar ·
Griekenland ·
Hongarije ·
Ierland ·
IJsland ·
Indonesië ·
Israël ·
Italië ·
Ivoorkust ·
Jordanië ·
Kaaimaneilanden ·
Kameroen ·
Kazachstan ·
Kirgizië ·
Kosovo ·
Kroatië ·
Letland ·
Liechtenstein ·
Litouwen ·
Luxemburg ·
Malta ·
Montenegro ·
Nederland ·
Noord-Ierland ·
Noord-Macedonië ·
Noorwegen ·
Oeganda ·
Oekraïne ·
Oostenrijk ·
Polen ·
Portugal ·
Qatar ·
Roemenië ·
Rusland ·
San Marino ·
Saoedi-Arabië ·
Schotland ·
Servië ·
Slovenië ·
Slowakije ·
Tsjechië ·
Turkije ·
Venezuela ·
Verenigde Arabische Emiraten ·
Verenigde Staten ·
Wales ·
Wit-Rusland ·
Zuid-Korea ·
Zweden ·
Zwitserland
AFC-zone: Afghanistan · Australië · Bahrein · Bangladesh · Bhutan · Brunei · Cambodja · China · Chinees Taipei · Filipijnen · Guam · Hongkong · India · Indonesië · Iran · Irak · Japan · Jemen · Jordanië · Koeweit · Kirgizië · Laos · Libanon · Macau · Maleisië · Maldiven · Mongolië · Myanmar · Nepal · Noord-Korea · Oezbekistan · Oman · Oost-Timor · Pakistan · Palestina · Qatar · Saoedi-Arabië · Singapore · Sri Lanka · Syrië · Tadjikistan · Thailand · Turkmenistan · Verenigde Arabische Emiraten · Vietnam · Zuid-Korea

CAF-zone: Algerije · Angola · Benin · Botswana · Burkina Faso · Burundi · Centraal-Afrikaanse Republiek · Comoren · Congo-Brazzaville · Congo-Kinshasa · Djibouti · Egypte · Equatoriaal-Guinea · Eritrea · Ethiopië · Gabon · Gambia · Ghana · Guinee · Guinee-Bissau · Ivoorkust · Kaapverdië · Kameroen · Kenia · Lesotho · Liberia · Libië · Madagaskar · Malawi · Mali · Mauritanië · Mauritius · Marokko · Mozambique · Namibië · Niger · Nigeria · Oeganda · Rwanda · Sao Tomé en Principe · Senegal · Seychellen · Sierra Leone · Soedan · Somalië · Swaziland · Tanzania · Togo · Tsjaad · Tunesië · Zambia · Zimbabwe · Zuid-Afrika · Zuid-Soedan 

CONCACAF-zone: Amerikaanse Maagdeneilanden · Anguilla · Antigua en Barbuda · Aruba · Bahama's · Barbados · Belize · Bermuda · Britse Maagdeneilanden · Canada · Kaaimaneilanden · Costa Rica · Cuba · Curaçao · Dominica · Dominicaanse Republiek · El Salvador · Frans Guyana · Grenada · Guadeloupe · Guatemala · Guyana · Haïti · Honduras · Jamaica · Martinique · Mexico · Montserrat · 
Nicaragua · Panama · Puerto Rico · Saint Kitts en Nevis · Saint Lucia · Saint Vincent en de Grenadines · Sint Maarten · Suriname · Trinidad en Tobago · Turks- en Caicoseilanden · Verenigde Staten

CONMEBOL-zone: Argentinië · Bolivia · Brazilië · Chili · Colombia · Ecuador · Paraguay · Peru · Uruguay · Venezuela

OFC-zone: Amerikaans-Samoa · Cookeilanden · Fiji · Nieuw-Caledonië · Nieuw-Zeeland · Papoea-Nieuw-Guinea · Samoa · Salomoneilanden · Tahiti · Tonga · Vanuatu

UEFA-zone: Albanië · Andorra · Armenië · Azerbeidzjan · België · Bosnië en Herzegovina · Bulgarije · Cyprus · Denemarken · Duitsland · Engeland · Estland · Faeröer · Finland · Frankrijk · Georgië · Gibraltar · Griekenland · Hongarije · IJsland · Ierland · Israël · Italië · Kazachstan · Kosovo · Kroatië · Letland · Liechtenstein · Litouwen · Luxemburg · Macedonië · Malta · Moldavië · Montenegro · Nederland · Noord-Ierland · Noorwegen · Oekraïne · Oostenrijk · Polen · Portugal · Roemenië · Rusland · San Marino · Schotland · Servië · Slovenië · Slowakije · Spanje · Tsjechië · Turkije · Wales · Wit-Rusland · Zweden · Zwitserland